# Évariste de Parny
Évariste Désiré de Forges, ab 1786: Vicomte de Parny, (* 6. Februar 1753 in Saint-Paul, Réunion; † 5. Dezember 1814 in Paris) war ein französischer Dichter.

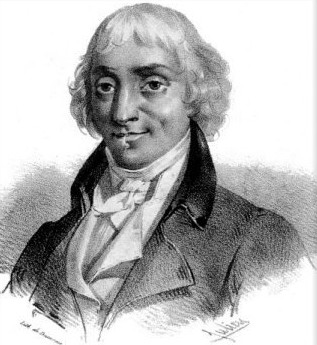
Évariste de Parny

## Leben
Évariste de Parnys Familie stammte ursprünglich aus der französischen Provinz Berry. Die Vorfahren wanderten aber 1698 auf die Île Bourbon (heute Réunion) aus. Der Vater Paul Parny diente als Infanterieleutnant bei den Kolonialtruppen. Évariste wurde als zweiter Sohn von Paul Parny und dessen zweiter Frau Geneviève de Laux geboren. Die Mutter starb früh – Parny war gerade einmal drei Jahre alt. Im August 1763 verließ er die Insel und ging mit seinen beiden Brüdern Jean-Baptiste und Chériseuil nach Frankreich, um dort zur Schule zu gehen.:1.
Er besuchte die Jesuitenschule Saint-Thomas in Rennes und entschloss sich danach zu einem Theologiestudium am Collège Saint-Firmin in Paris. Nach nur sechs Monaten brach er das Studium ab und begann wie sein Bruder Jean-Baptiste und sein Vater eine militärische Karriere, weil er glaubte, nicht religiös genug zu sein, um Mönch zu werden.:1–3 Sein Bruder, Stallmeister bei dem Comte d’Artois, dem späteren französischen König Karl X., führte den jungen Évariste am Hofe von Versailles ein, wo der jüngere Bruder den Offizier und späteren Schriftsteller Antoine Bertin kennenlernte, der wie er von der Île Bourbon stammte und wo er auch Nicolas-Germain Léonard begegnete, der von Guadeloupe stammte. Schon 1772 wurde Parny Hauptmann der Königlichen Leibgarde.
1773 rief der Vater ihn und Chériseuil zurück auf die Île Bourbon, wo er bis zu seinem 20. Lebensjahr blieb. Der Vater wollte, dass die Söhne eine Anstellung als Ingenieure suchten oder sich dem Artilleriecorps anschlossen, doch Parny reiste mit einem Freund nach Rio de Janeiro, besuchte die Île-de-France (heute Mauritius) und Kapstadt. In dieser Zeit entdeckte er sein Interesse für Lyrik und begann, eigene Gedichte zu verfassen. Er führte ein Reisetagebuch in literarischer Form.
Nach seiner Rückkehr auf die Heimatinsel arbeitete Parny als Kartograf und gab nebenbei einer jungen Frau Musikunterricht. Bald verliebte sich Parny Hals über Kopf in die junge Esther Lelièvre und das Paar wollte auch heiraten, doch die Familien verboten die Liaison. Zutiefst betrübt und gelangweilt entschloss sich der junge Dichter 1775 zur Rückkehr nach Frankreich. Kurz nach seiner Abreise heiratete die Angebetete einen Arzt. Diese Geschichte animierte den jungen Dichter zu seinen Poésies érotiques („Erotische Gedichte“), die 1778 veröffentlicht wurden und in denen Esther als Éléonore auftaucht. Der Gedichtband, in dem Parny die gescheiterte Liebe verarbeitete, wurde ein großer Erfolg und begründete seinen Ruhm.:4

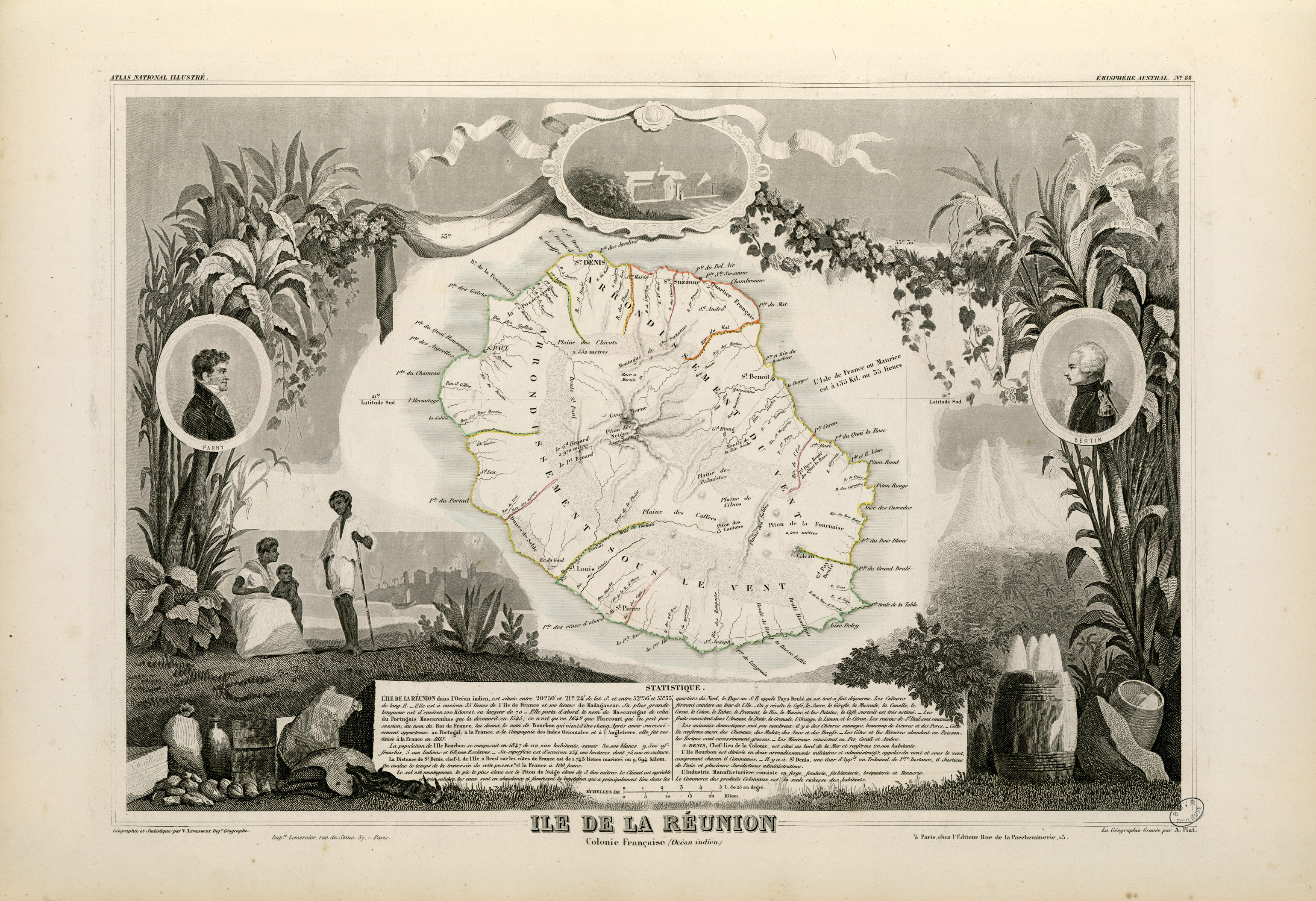
Parny (links) und Bertin (rechts) in einem illustrierten Atlas mit einer Karte von Réunion (1854)

Jean-Baptiste, Parnys älterer Bruder war inzwischen Stallmeister bei Königin Marie-Antoinette und gehörte damit den einflussreichen Schichten am Hofe des französischen Königs an. Er war Mitbegründer der Freimaurerloge der „Neuf Sœurs“, in der bald auch Èvariste de Parny Mitglied wurde und die ihn zu beflügeln schien.:5–6 1777 verfasste er eine Epistel an die Aufständischen von Boston um seine Solidarität mit den Aktivisten der Boston Tea Party zu erklären und ihren Drang nach Freiheit zu unterstützen. Nicht ohne Augenzwinkern schimpfte er in dem satirisch angehauchten Gedicht über die Bostoner und ihren Drang nach einer Freiheit ohne Monarchie, die den Europäern versagt bleibe.
Am 6. November 1779 beförderte man Parny zum Hauptmann des Dragoner-Regiments der Königin. 1783 ging er wieder nach Réunion um den Nachlass des inzwischen verstorbenen Vaters zu regeln. Erst zwei Jahre später verließ er die Heimat erneut und wurde 1785 Berater des Generalgouverneurs der Französisch Besitzungen in Pondichéry in Französisch-Indien. Doch das Land gefiel ihm nicht – auch wenn er hier die Idee zu den Chansons madécasses, den „Madegassischen Liedern“, hatte und Ideen und Texte sammelte. Er entschloss sich zur Rückkehr nach Frankreich und verließ das Militär. 1786 ließ er sich in einem Haus im Vallon de Feuillancourt nieder, zwischen Saint-Germain-en-Laye und Marly-le-Roi. Das Haus nannte man die „Kaserne“ und so gründete Parny gemeinsam mit Bertin und Léonard die „Gesellschaft der Kaserne“ (Société de la Caserne).
Die Französische Revolution interessierte Parny kaum. Er wurde in dieser Zeit zunehmend depressiv. Als er versehentlich auf einer Verräterliste der Revolutionäre auftauchte, musste er nach Clichy fliehen, um nicht wie viele seiner Freunde auf dem Schafott zu enden. Er schrieb an das zuständige Komitee und fügte einige Zeilen aus seiner Epistel an die Aufständischen in Boston an, in denen er eine Freiheit ohne Papst und Monarchie einforderte. In der Folgezeit veröffentlichte er mehrere nationalistische Gedichte, in denen er unter anderem die „heldenhaften Taten“ der Mannschaft der Vengeur feierte und schrieb später auch eine Hymne an die Jugend in der er die Liebe zum Vaterland beschreibt und eine goldene Zukunft für die französische Jugend heraufbeschwört.:12–13 Bald galt Parny als einer der Intellektuellen der Revolution.
Parny hatte aber große finanzielle Sorgen: Er musste die Schulden seines verstorbenen Bruders Jean-Baptiste übernehmen, sodass er 1795 nahezu ruiniert war und arbeiten musste. Er erhielt eine Anstellung im Innenministerium, wo er 13 Monate arbeitete und wechselte dann in der Verwaltung der Pariser Oper. 1804 stellte ihn Antoine Français de Nantes in der Verwaltung der Droits réunis, einer Steuerbehörde, an. In der ganzen Zeit entstanden weitere Gedichte: 1799 La Guerre des Dieux anciens et modernes, ein glühender Abgesang auf den Glauben an Gott, und 1804 Goddam! Poème par un French-dog.
1802 heiratete Parny Marie-Françoise Vally. Im folgenden Jahr wurde er Mitglied der Académie française, wo er den 36. Fauteuil erhielt und als revolutionärer Künstler gefeiert wurde. 1813 bewilligte ihm Napoleon Bonaparte eine Pension von 3000 Francs, doch während der Restaurationsphase wurde ihm diese im Jahr 1814 wieder aberkannt. Kurz darauf starb Parny. Er wurde am 7. Dezember 1814 auf dem Friedhof Père-Lachaise beigesetzt.

## Werk
Das Werk Parnys war im 19. Jahrhundert in Frankreich und Europa sehr populär: Viele junge Dichter bewunderten Parny. „Ich konnte die Elegien des Chevalier de Parny auswendig aufsagen und kann es noch immer“, schrieb Chateaubriand 1813:10 und der russische Schriftsteller Alexander Puschkin meinte gar, Parny sei sein Meister gewesen. Auch der französische Dichter Alphonse de Lamartine bewunderte Parny.:18–19
Bekannt geworden war Parny durch die Poésies érotiques (1778), die so anders waren als der akademische Stil des 18. Jahrhunderts. Die Gedichte erzählen die Liebesgeschichte zwischen dem Erzähler und Éleonore. In einer Neuauflage im Jahr 1781 wurde der Band in vier Abschnitte unterteilt: Im ersten Teil wird der Beginn der Liebesgeschichte erzählt, der zweite erzählt von einem Streit, der dritte feiert die neu geknüpften Liebesbande und der vierte Teil erzählt dann das Ende der Liebe und die „seelische Pein des gebrochenen Herzens“. Bedeutend auch die Chansons madécasses von 1787, in denen er einige Lieder aus Madagaskar übersetzte, die heute als erste Prosagedichte in französischer Sprache gelten. Sie wurden 1920 von Jean Émile Laboureur illustriert und 1925 von Maurice Ravel vertont.
Aufsehen erregte vor allem La Guerre des Dieux anciens et modernes, in denen Parny Gott als Tyrannen karikiert, der einzig an der eigenen Lobpreisung interessiert ist. Das satirische, antiklerikale Buch rief sehr gemischte Reaktionen hervor, von tiefer Ablehnung der gläubigen Katholiken des Ancien Régime bis zu glühender Bewunderung unter den Revolutionären. Das Buch wurde ein Bestseller in mehreren Auflagen. Mit dem folgenden Goddam! schwächte Parny allerdings wieder einige seiner Aussagen ab und schlug wieder nationalistischere Töne an.

## Ehrungen
Das Lycée Evariste-de-Parny in Saint-Paul ist nach dem Dichter benannt.

## Schriften
- 1777: mit Antoine Bertin: Voyage de Bourgogne (Burgundische Reise)
- 1777: Épître aux insurgents de Boston (Epistel an die Aufständischen von Boston)
- 1778: Poésies érotiques (Erotische Gedichte)
- 1779: Opuscules poétiques (Erotische Büchlein)
- 1784: Élégies (Elegien)
- 1787: Chansons madécasses (Madegassische Lieder)
- 1799: La Guerre des Dieux (Der Krieg der Götter)
- 1804: Goddam!
- 1805: Le Portefeuille Volé (Die gestohlene Geldbörse)
- 1806: Le Voyage de Céline (Die Reise von Céline)